# Tetraponera flexuosa
Tetraponera flexuosa é uma espécie de formiga do gênero Tetraponera, pertencente à subfamília Pseudomyrmecinae.